# Зельґощ (Поморське воєводство)
Зельґощ (пол. Zelgoszcz, нім. Zellgosch) — село в Польщі, у гміні Любіхово Староґардського повіту Поморського воєводства.
Населення — 873 особи (2011).
У 1975-1998 роках село належало до Гданського воєводства.

## Демографія
Демографічна структура станом на 31 березня 2011 року:
|          | Загалом | Допрацездатний вік | Працездатний вік | Постпрацездатний вік |
| -------- | ------- | ------------------ | ---------------- | -------------------- |
| Чоловіки | 420     | 118                | 266              | 36                   |
| Жінки    | 453     | 98                 | 265              | 90                   |
| Разом    | 873     | 216                | 531              | 126                  |